# Parti de la France
Pour les articles homonymes, voir PDF (homonymie).
Le Parti de la France (PDF) est un parti politique français pétainiste et nationaliste, classé à l'extrême droite de l'échiquier politique. Il est fondé en 2009 par Carl Lang et plusieurs autres anciens membres du Front national.

## Historique
Faisant suite à une série de départs individuels du Front national dans le cadre de la préparation des élections européennes de 2009, le Parti de la France rassemble dès sa création un certain nombre d'anciens dirigeants frontistes tels que Martine Lehideux, Bernard Antony, Martial Bild, Fernand Le Rachinel.
Il se réclame de la « droite nationale, sociale et identitaire » et vise à réunir autour de son chef tous les nationalistes hostiles à Marine Le Pen et l'orientation d'alors du FN. Avec Jean-Claude Martinez, qui n'a pas adhéré au PDF, ces personnalités ont été candidates aux élections européennes de 2009. Le PDF présente des listes aux élections européennes sans affronter directement ni Jean-Marie Le Pen ni Bruno Gollnisch.
La création du PDF est saluée par d'autres structures en rupture avec le Front national, tels le Mouvement national républicain et la Nouvelle Droite populaire.
Il compte début 2009 plusieurs dizaines d'anciens élus locaux du FN (conseillers régionaux et municipaux), principalement en Nord-Pas-de-Calais, Picardie, Basse-Normandie, Île-de-France et Centre, et deux députés européens.
En 2019, Carl Lang démissionne de la présidence du parti ; seul candidat, Thomas Joly lui succède. Bruno Hirout devient quant à lui secrétaire général. Scipion de Salm rédacteur du journal pétainiste Rivarol, est membre du bureau politique.

## Idéologie
Le Parti de la France se réclame de la « droite nationale ».
Le parti qualifie la laïcité de « cheval de Troie de l’islamisation », devant être remplacée par un lien privilégié avec l'Église catholique. Le parti prône l'inversion des flux migratoires, par le retour au pays des populations étrangères. En 2015, le PDF prend part à une manifestation en faveur de la remigration à Calais.
Sur le plan économique, le PdF revendique une baisse des charges sociales et une réduction fiscale pour les PME mais une taxation des spéculations boursières, des investissements importants dans la santé publique, des formes de patriotisme dans la commande d'État ainsi que de protectionnisme concernant l'agriculture. Au contraire du Front national, il ne prône pas une sortie de la France de l'Union européenne si celle-ci continuait d'exister : le Frexit provoquerait, selon Carl Lang, « le déclin inéluctable » du pays et aboutirait « à une situation d'isolement ». Le parti refuse également l'abandon de la monnaie unique, si celle-ci perdure dans les autres pays de la zone euro (pour Lang, « la sortie unilatérale verrait une augmentation de la dette, une hausse de tous les produits d'exportations dont le pétrole et une baisse du niveau de vie. Politiquement, tout se ferait autour de l'Allemagne. Il n'y aurait plus qu'un rôle de second rang pour la France »). Mais comme le Front national, le Parti de la France appelle de ses vœux un « partenariat privilégié avec la Russie ».
Sur les sujets sociétaux, le parti a manifesté son opposition à la loi de 2013 ouvrant le mariage aux couples de personnes de même sexe, à la GPA et à la PMA, à la loi Veil sur l'IVG et à l'euthanasie.

## Polémiques
Bruno Hirout, secrétaire général du parti, publie une photographie de lui en 2004, lors d'un barbecue : il pose devant une bonbonne étiquetée « Zyklon B », le produit utilisé dans les chambres à gaz par les nazis,.
Lors de la campagne des élections européennes de 2024, le parti fait scandale en publiant des affiches de soutien à Marion Maréchal, tête de liste pour Reconquête, avec pour slogan « Donnons un avenir aux enfants blancs ». Cette campagne d'affichage est cependant condamnée par l'intéressée qui dénonce l'utilisation de son image sans son autorisation, qualifiant le parti de « groupuscule ».

## Place dans le paysage politique français
Renaud Dély présente le Parti de la France comme une « frêle chaloupe d'extrême droite orthodoxe qui sert d'arche de Noé aux évincés du marinisme et collectionne les scores groupusculaires lors des rares scrutins où elle parvient à présenter des candidats ».
Durant les élections européennes de 2009, trois têtes de liste sont présentées : Carl Lang dans le Nord-Ouest (1,52 %), Jean-Claude Martinez dans le Sud-Ouest (0,92 %) et Jean Verdon dans le Massif central-Centre (1,88 %).
Lors des élections régionales de mars 2010, le parti présente des listes dans quatre régions : Haute-Normandie (1,46 %), Basse-Normandie (3,71 %), Picardie (2,02 %) et Centre (3,55 %). Il s'associe dans deux autres régions, la Lorraine (3 %) et la Franche-Comté (2,46 %), aux listes « Non aux minarets » présentées par le Mouvement national républicain (MNR) et la Nouvelle Droite populaire (NDP). Le PDF soutient aussi la Ligue du Sud de Jacques Bompard en PACA (2,69 %) et la liste de Jean-Claude Martinez en Languedoc-Roussillon (0,74 %). Le Parti de la France enregistre donc une moyenne approximative de 2,70 % des voix. Sa direction juge à l'époque ce résultat « encourageant » compte tenu de l'absence de médiatisation de ses listes.

### Alliances avec d'autres partis
Dans le cadre de sa stratégie de rassemblement des nationaux, le PDF participe à la création et à l'animation d'un Comité de liaison de la résistance nationale, structure qui a pour objectif, selon l'annonce faite par Robert Spieler (NDP), de coordonner « les différents mouvements de la droite nationale ». Carl Lang annonce à l'époque envisager de se présenter à l'élection présidentielle et se dit sceptique quant aux chances de son ami Bruno Gollnisch de succéder à Jean-Marie Le Pen comme président du Front national, tout en réaffirmant son opposition aux options de Marine Le Pen.
Le 5 juillet 2010, le PDF, le MNR et la NDP organisent une conférence de presse pour annoncer leur décision de poursuivre le rassemblement des forces nationales et identitaires et de se poser en alternative face aux « dérives et aux compromissions d'un FN en mal de respectabilité ». Ils se félicitent par ailleurs de « l'élargissement amorcé avec la Ligue du Sud de Jacques Bompard » et se disent prêts à travailler avec Bruno Gollnisch et ses amis. Carl Lang confirme alors son intention de participer à l'élection présidentielle de 2012 : « Nous présenterons ou soutiendrons un candidat à la présidentielle de 2012, nous le déciderons ensemble au printemps 2011 ».
Le 27 juin 2011 à Paris, lors d'une réunion publique organisée par la revue Synthèse nationale, l'Union de la droite nationale, regroupant, outre le Parti de la France, le Mouvement national républicain et la Nouvelle Droite populaire, en présence des dirigeants de la presse nationaliste (notamment Jérôme Bourbon, directeur de l'hebdomadaire Rivarol) et de Thibaut de Chassey représentant le Renouveau français, est lancée : il s'agit d'une « confédération des forces nationalistes, nationales et identitaires » qui présentera un candidat unique aux élections présidentielles suivantes et des candidats aux élections législatives sous l'étiquette « Union de la droite nationale ». Carl Lang est désigné comme candidat de l'Union et prépare déjà sa campagne de récolte des parrainages nécessaires à la validation de sa candidature. L'UDN réaffirme son opposition au FN de Marine Le Pen comme à tous les partis du « Système ».
Carl Lang prend par ailleurs la parole lors de la treizième université d'été du MNR le 28 août 2011 et déclare qu'il faut maintenant « doter notre pays d'une véritable et d'une nouvelle droite nationale » contre le mondialisme et l'ultralibéralisme. Le mois suivant, il déclare à l'AFP : « Nous ferons une campagne de droite nationale, pas une campagne sur la démagogie étatiste ou laïciste de Marine Le Pen […]. Nous voulons occuper l'espace électoral du Front national « canal historique », qui était incarné par Jean-Marie Le Pen et qui n'est plus occupé par sa fille ».

### Élections nationales de 2012

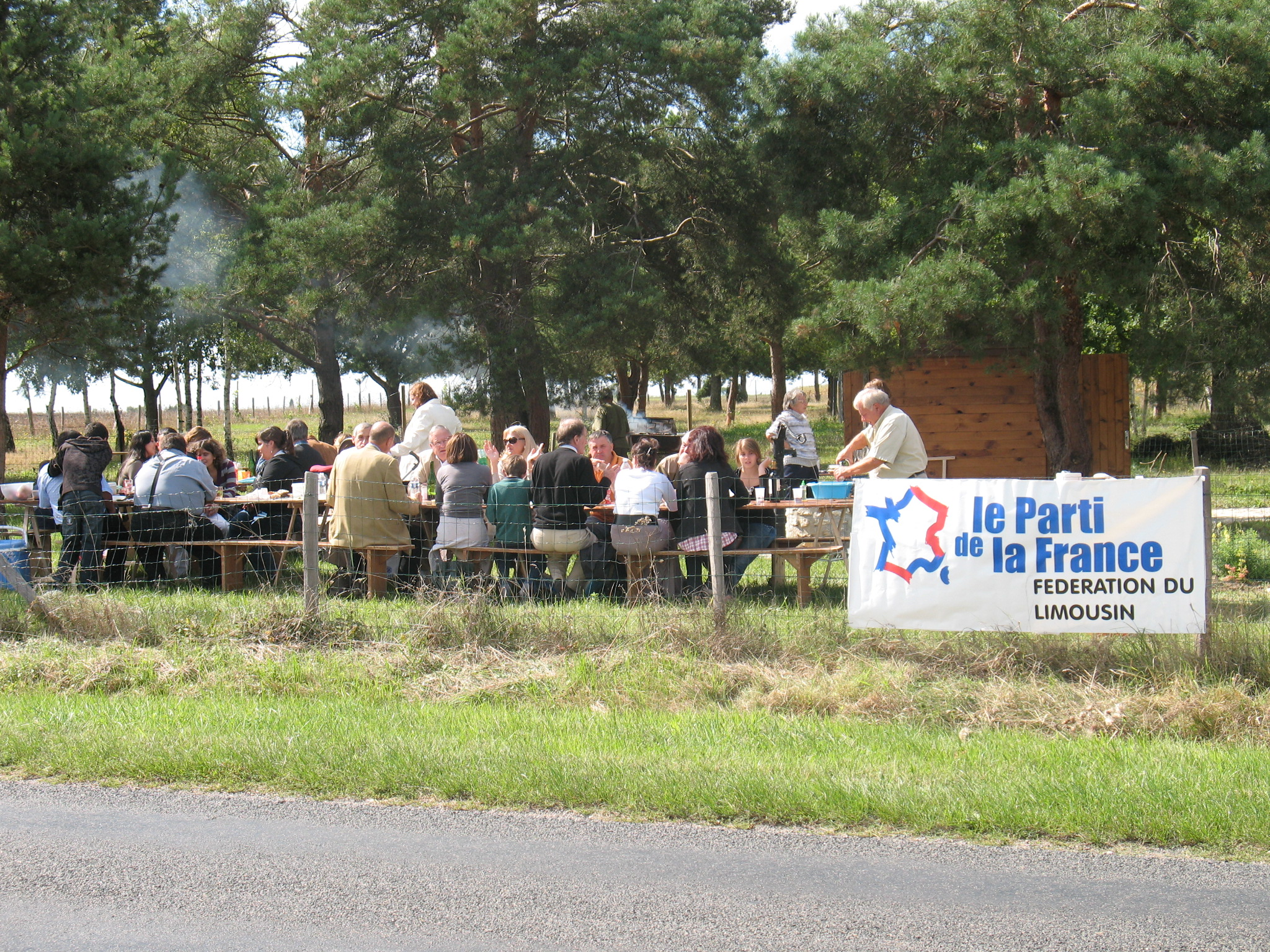
Un repas militant de la fédération du Limousin.

Le 13 septembre 2011, Carl Lang se déclare candidat à l'élection présidentielle de 2012, sous la bannière de l'Union de la droite nationale, qui regroupe le Parti de la France, le Mouvement national républicain et la Nouvelle Droite populaire. Il propose à cette occasion un grand projet de « reconquête nationale » sur les plans politique, économique, identitaire, démographique et spirituel, avec pour premier mot d'ordre « la décolonisation de la France et de l'Europe, victimes d'un processus massif, destructeur, de colonisation migratoire, économique et culturelle », dans le but de « rendre la France aux Français et l'Europe aux Européens » et prône, pour relever le défi démographique, de « remettre la famille au cœur de la société française » en donnant un statut aux mères de famille, en protégeant le travail (par la « préférence nationale et européenne à l'embauche ») et en réservant les aides sociales exclusivement aux familles françaises. Il réaffirme également son opposition à ce qu'il considère comme du laïcisme chez Marine Le Pen, face au problème de l'islamisation, et défend l'héritage chrétien de la France et de l'Europe. Dans le domaine économique, il estime que « la reconquête et la croissance doivent venir de l'initiative individuelle, de la responsabilité, et en aucun cas de l'État », se déclare « farouchement hostile à tout étatisme, à tout fiscalisme, à toute forme de collectivisme » et favorable à « la régulation commerciale » (c'est-à-dire au principe de la préférence communautaire qu'il oppose à la « dictature du libre marché ouvert »), à la « responsabilité budgétaire » pour sortir la France de la « crise de la dette », et à « l'indépendance énergétique et alimentaire de la France ». Il prône aussi la « reconquête de la sécurité intérieure » et « une politique de tolérance zéro, d'expulsion des délinquants étrangers ». Enfin, il dit vouloir une diplomatie indépendante, en refusant la soumission aux intérêts géostratégiques des États-Unis, et en retissant des liens étroits et privilégiés avec la Russie. Carl Lang échoue finalement à concourir à la présidence de la République, ayant réuni selon lui 447 parrainages sur les 500 nécessaires.
Dans le cadre des élections législatives de 2012, le PDF et l'Union de la droite nationale (UDN) présentent 70 candidats.

### Élections municipales de 2014
À Besmont près de Hirson (Aisne), Pierre-Marie Verdier, fonctionnaire de l'Assemblée nationale en retraite, est élu sur une liste d'intérêt communal. Il fait partie depuis 2013 du conseil national du Parti de la France.

### Élections législatives de 2017
À l'occasion des élections législatives de 2017, le Parti de la France présente 55 candidats dans le cadre de l'Union des patriotes avec les comités Jeanne de Jean-Marie Le Pen, Civitas, la Ligue du Sud, le SIEL et le Front libéré.

### Élections européennes de 2019
Les cadres du parti participent à la liste Reconquête de La Dissidence française.

### Élection présidentielle de 2022
Lors de l'élection présidentielle de 2022, le PDF apporte ses services pour la campagne d'Éric Zemmour dont la candidature est qualifiée par Bruno Hirout, le secrétaire général du parti, de « divine surprise », en référence au commentaire de Charles Maurras sur l'arrivée au pouvoir de Philippe Pétain. Pour le second tour de cette élection, le parti appelle à soutenir Marine Le Pen.

### Élections européennes et législatives de 2024
Aux élections européennes de 2024, le Parti de la France apporte son soutien à la liste Reconquête portée par Marion Maréchal et soutenue par Éric Zemmour. Malgré cela, Marion Maréchal désavoue fortement le Parti de la France et le menace même de poursuites judiciaires à la suite d'une campagne d'affichage de soutien à la liste de Reconquête où les affiches du parti défendent « un avenir aux enfants blancs ».
Dans la foulée, à la suite de la victoire du Rassemblement national aux élections européennes et de l'union des partis de gauche, Marion Maréchal et plusieurs de ses proches se rallient au RN, entamant une rupture avec Éric Zemmour et son parti. Le Parti de la France n'apporte alors son soutien à aucun appareil politique. La consigne se reporte à la discrétion de chaque électeur pour le candidat le plus proche des idées du Parti de la France et susceptible d'être le plus efficace contre l'alliance de gauche, le Nouveau Front populaire. Seul le délégué du Parti de la France en Lorraine et membre du bureau politique national, Pierre-Nicolas Nups, en compagnie d'Alexandre Hinger en tant que suppléant, se présente dans la cinquième circonscription de Meurthe-et-Moselle en l'absence d'autres candidats d’extrême droite (RN et Reconquête).
Le Parti de la France assure que deux de ses militantes sont « parvenues à passer sous les fourches caudines de la commission d’investiture du RN » et que si « elles parviennent à être élues députées, elles ne manqueront pas de faire connaître leur appartenance ». L'une d'elles, candidate dans la première circonscription du Calvados, est désinvestie par le RN à la suite de la publication d’une photo d’elle avec une casquette nazie.

## Organisation

### Présidents
- 2009-2019 : Carl Lang
- depuis 2019 : Thomas Joly

### Direction
- Christian Baeckeroot, ancien député, membre du bureau politique.
- Fernand Le Rachinel, membre du bureau politique.
- Martine Lehideux, ancienne députée européenne, membre du conseil national.
- Martial Bild, membre du bureau national.
- Éric Pinel, membre depuis 2009.
- Jean-Pierre Reveau, ancien député, membre depuis 2011, membre du conseil national et du bureau politique depuis 2014.
- Alexandre Hinger, membre depuis 2023, délégué national de la communication depuis 2023

### Anciens membres
- Pierre Descaves, quitte le FN pour rejoindre le PDF en 2010, est membre du bureau politique à partir de 2013, meurt en 2014.
- Bernard Antony, a participé à la fondation du parti mais ne participe plus depuis 2010.
- Roger Holeindre, ancien député FN, membre du parti à partir de 2011 ; il en est le président d'honneur de 2016 à sa mort, en 2020[40].